# Cyclocross-Weltmeisterschaften 1970
Die Cyclocross-Weltmeisterschaften 1970 wurden am 22. Februar im belgischen Zolder ausgetragen.

## Ergebnisse

### Profis
| Platz | Land        | Sportler          |
| ----- | ----------- | ----------------- |
| 1     | Belgien     | Erik De Vlaeminck |
| 2     | Belgien     | Albert Van Damme  |
| 3     | Deutschland | Rolf Wolfshohl    |

### Amateure
| Platz | Land    | Sportler            |
| ----- | ------- | ------------------- |
| 1     | Belgien | Robert Vermeire     |
| 2     | Spanien | José María Basualdo |
| 3     | Belgien | Norbert Dedeckere   |